# Карагас (гора)
Карагас (баш.  Ҡарағас ) — гора в России. Находится в Белорецком районе Башкортостана. Расположена в восточной части района, на границе с Бурзянским районом.

## Описание
Гора находится на берегу реки Большой Шишеняк, в междуречье ручья Убаларъелга и реки Саралы, при впадении её в Большой Шишеняк. Гора протянулась с севера на юг приблизительно на 2 километра, наиболее высокая точка в средней части массива. Абсолютная высота по карте — 420,3 м, согласно Башкирской энциклопедии — 612 м. Склоны крутые. Сложена кварцитами, песчаниками рифея.
Подножия Карагаса используются жителями ближайших деревень под пастбища и сенокосы.

## Происхождение названия
Название «ҡарағас» в переводе с башкирского языка — лиственница.